# Matthias Tschabold
Matthias Tschabold, né le 16 avril 1956 à Lausanne, est un écrivain et poète vaudois.

## Biographie
Matthias Tschabold effectue ses études à la Faculté de théologie de l'Université de Lausanne puis il poursuit ses études à l'Université de Zurich en lettres et philosophie. 
Enseignant de français à Zurich, il publie en 1981 son premier recueil de poèmes, La dépossession, suivi par trois autres publiés aux éditions Empreintes, dont le dernier, Sourcier des songes, paraît en 2007.
En 2014, il publie une importante étude sur Georges Haldas : Georges Haldas, un cheminement intérieur, aux Éditions l'Âge d'Homme.
En 2023, il publie un roman intitulé L'Essor des Cigales  aux Editions Baudelaire . 

## Sources
- « Matthias Tschabold », sur la base de données des personnalités vaudoises sur la plateforme « Patrinum » de la Bibliothèque cantonale et universitaire de Lausanne.
- sites et références mentionnés